# Juruá (microregio)
Juruá is een van de dertien microregio's van de Braziliaanse deelstaat Amazonas. Zij ligt in de mesoregio Sudoeste Amazonense en grenst aan de deelstaat Acre in het zuiden, de mesoregio's Sul Amazonense in het zuidoosten en Centro Amazonense in het noordoosten en de microregio Alto Solimões in het noorden en westen. De microregio heeft een oppervlakte van ca. 122.115 km². Midden 2004 werd het inwoneraantal geschat op 111.299.
Zeven gemeenten behoren tot deze microregio:
- Carauari
- Eirunepé
- Envira
- Guajará
- Ipixuna
- Itamarati
- Juruá

Mesoregio's: Centro Amazonense · Norte Amazonense · Sudoeste Amazonense · Sul Amazonense

Microregio's: Alto Solimões · Boca do Acre · Coari · Itacoatiara · Japurá · Juruá · Madeira · Manaus · Parintins · Purus · Rio Negro · Rio Preto da Eva · Tefé